# VTAM
VTAM(Virtual Telecommunications Access Method)은 메인프레임 환경을 위한 시스템 네트워크 아키텍처(SNA)를 구현하는 IBM의 하위 시스템이다. VTAM은 통신 애플리케이션을 위한 API를 제공하며 어댑터와 컨트롤러와 같은 통신 장비를 제어한다. 현대 용어로 VTAM은 통신 스택이자 장치 드라이버를 제공한다고 표현할 수 있다.

## 역사
VTAM은 370x 네트워크 컨트롤 프로그램(NCP)과 SDLC와 더불어 SNA의 주된 구성요소의 하나로 수차례의 지연이 있은 뒤 1974년에 도입되었다.

### ACF/VTAM
본래 VTAM은 당시 대부분의 시스템 소프트웨어처럼 무료로 제공되었다. 그러나 VTAM 2가 무료로 이용 가능한 마지막 버전이다. ACF/VTAM(Advanced Communication Function/Virtual Telecommunications Access Method)은 1976년 도입되었으며 라이선스 비용을 목적으로 제공되었다. ACF/VTAM의 새로운 주된 기능은 다중 시스템 네트워크 기능(Multisystem Networking Facility)으로, 여러 S/370들 간에 시스템 간 통신 구현체를 도입한 것이다.
ACF/VTAM의 기능 제한판인 ACF/VTAME(Advanced Communications Function for the Virtual Telecommunications Access Method Entry)는 IBM 4300에 구동되는 DOS/VSE 시스템용으로 이용이 가능해지게 되었다.

### SNA 서비스
VTAM은 OS/390용 커뮤니케이션스 서버(Communications Server)의 SNA 서비스 기능으로 이름이 변경되었다. 이 소프트웨어는 TCP/IP 기능도 제공한다.

## 기능
VTAM은 SDLC, 토큰링, 스타트-스톱, 바이싱크, 로컬(채널 부착) 3270 장치, 나중에는 TCP/IP를 포함한 여러 네트워크 프로토콜을 지원한다.